# Microtis unifolia
Microtis unifolia är en orkidéart som först beskrevs av Johann Georg Adam Forster, och fick sitt nu gällande namn av Heinrich Gustav Reichenbach. Microtis unifolia ingår i släktet Microtis och familjen orkidéer. Inga underarter finns listade i Catalogue of Life.

## Bildgalleri

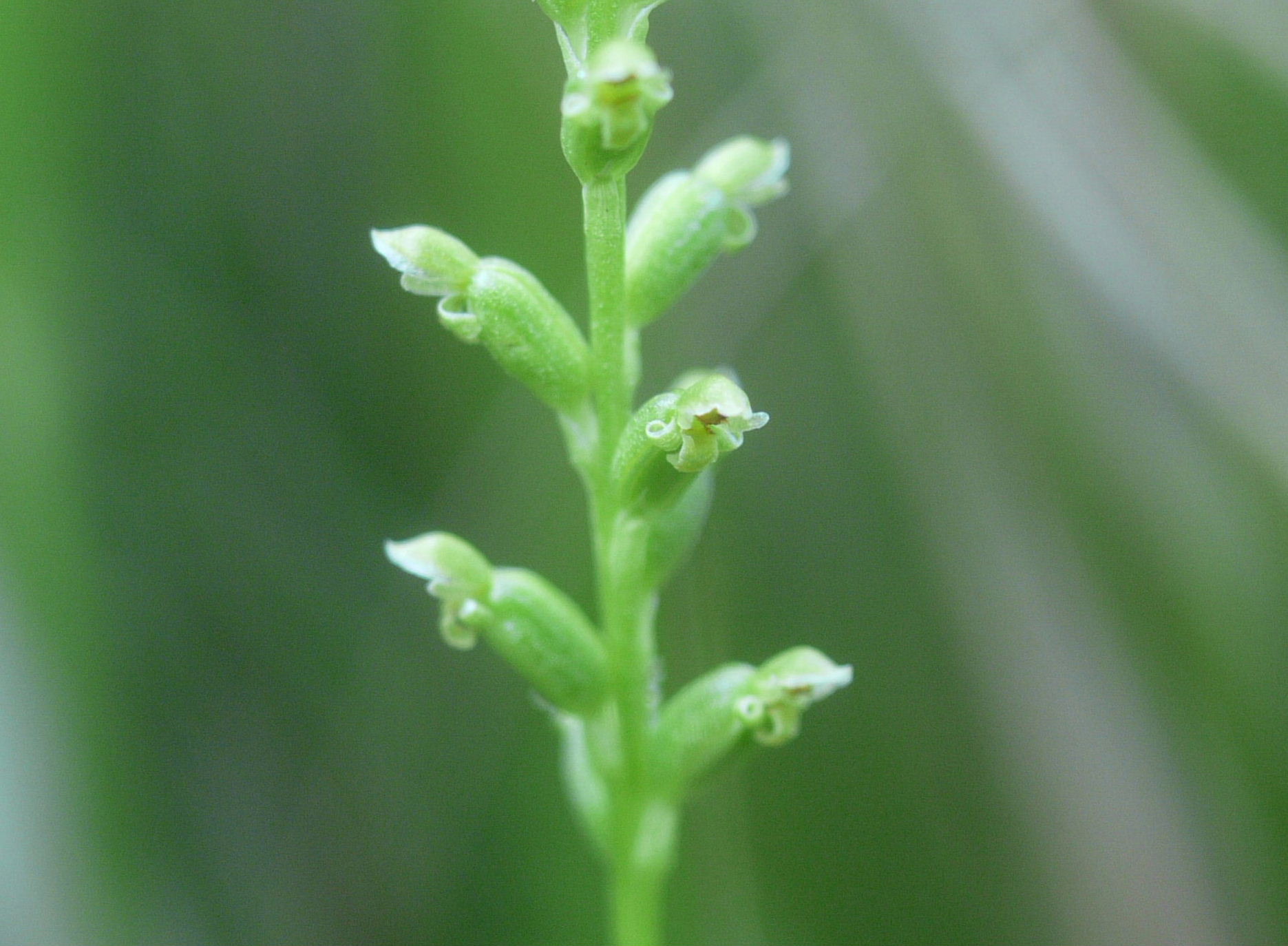
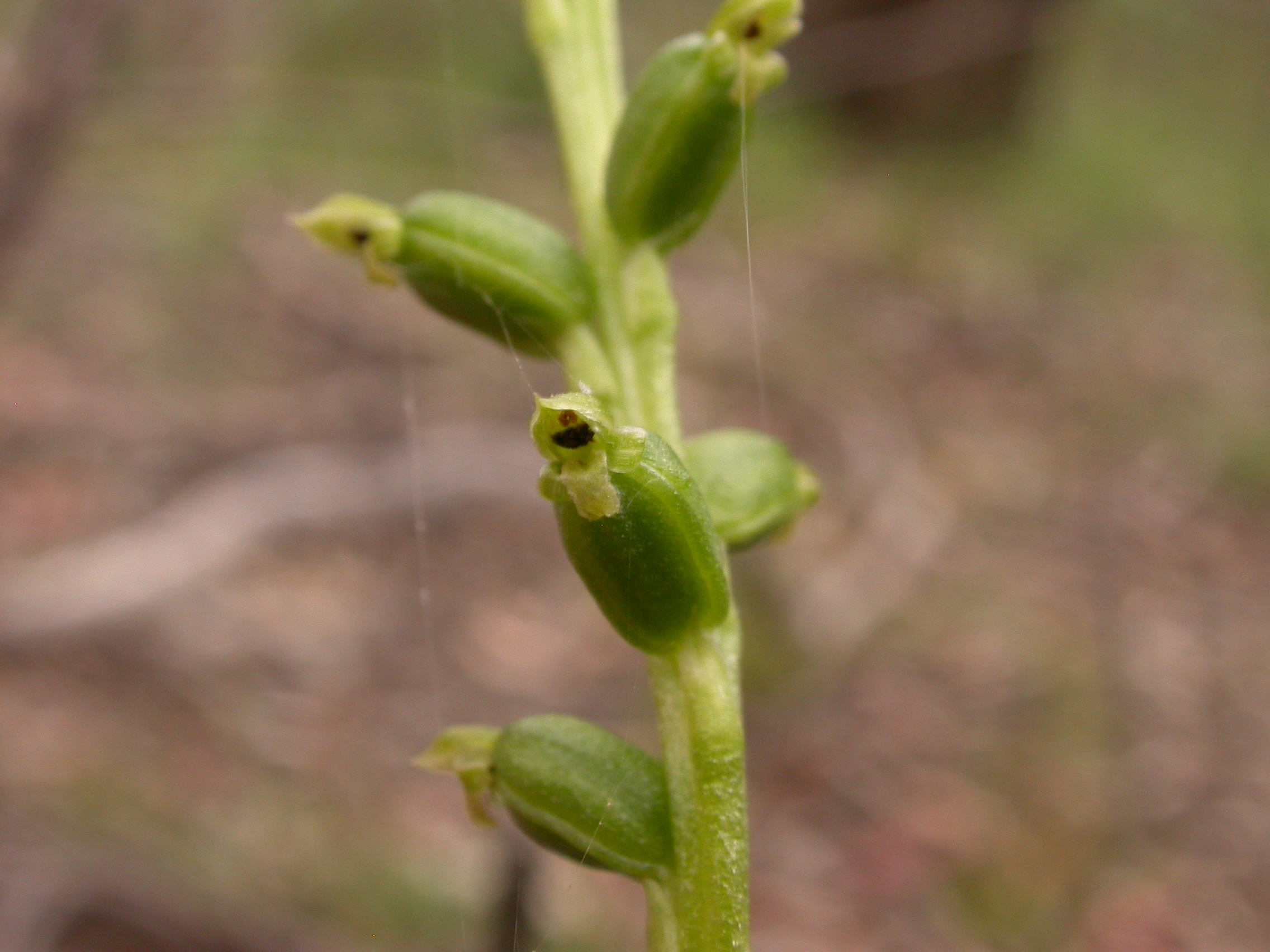
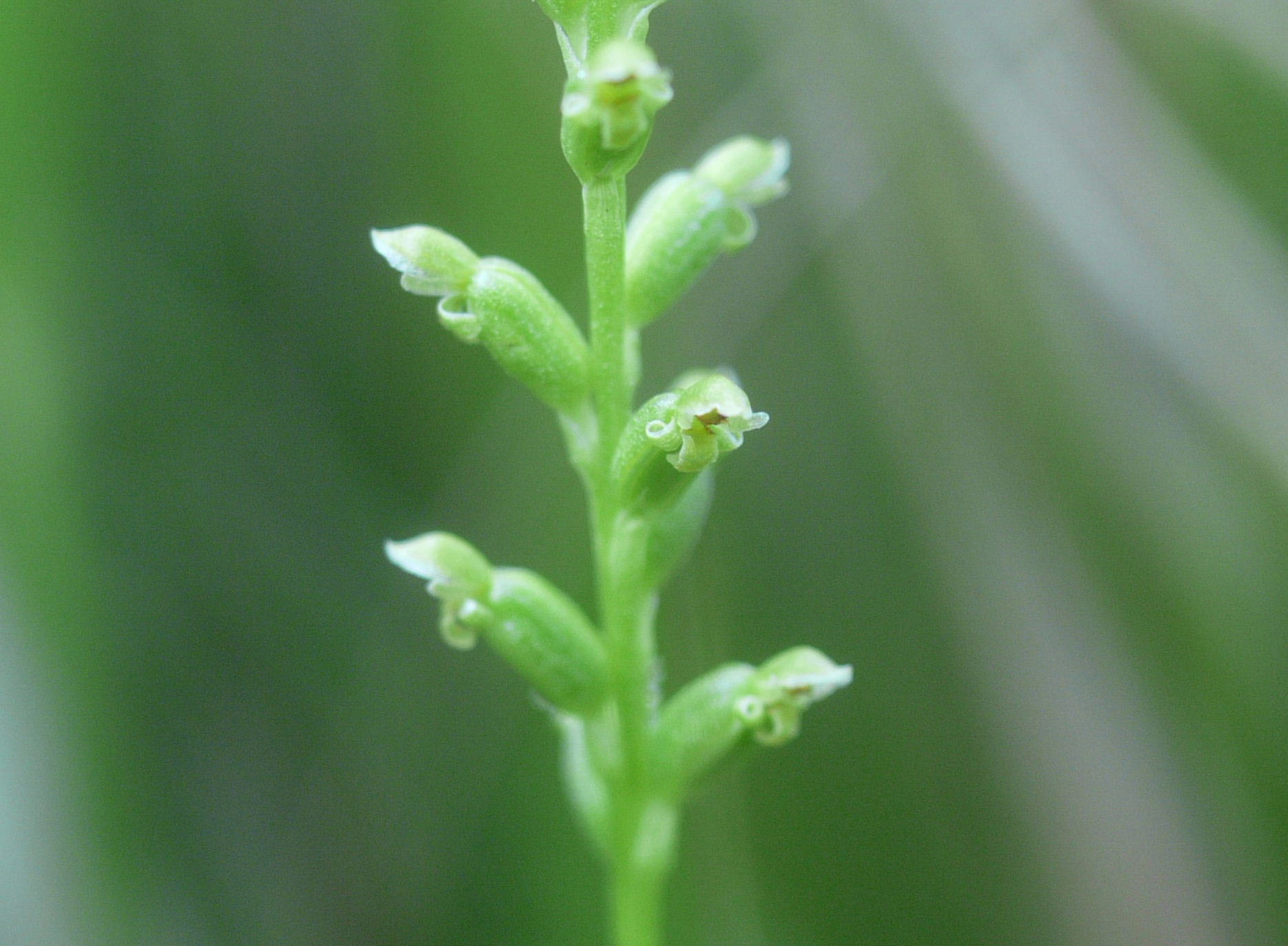